# Acalypha reflexa
Acalypha reflexa är en törelväxtart som beskrevs av Johannes Müller Argoviensis. Acalypha reflexa ingår i släktet akalyfor, och familjen törelväxter. Inga underarter finns listade i Catalogue of Life.